# Serra d'en Benet
La Serra d'en Benet és una serra situada al municipi de Vilalba Sasserra a la comarca del Vallès Oriental, amb una elevació màxima de 492 metres.